# Großer Preis der Deutschen Akademie für Kinder- und Jugendliteratur e. V. Volkach
Der Große Preis der Deutschen Akademie für Kinder- und Jugendliteratur e. V. Volkach wird von der Deutsche Akademie für Kinder- und Jugendliteratur verliehen und von der Kulturstiftung des Bayerischen Sparkassenverbandes gestiftet. Diese literarische Gesellschaft wurde 1976 gegründet und wird unterstützt von der Stadt Volkach, dem Bayerischen Staatsministerium für Unterricht und Kultus, der Bayerischen Sparkassenstiftung und dem Bundesministerium für Familie, Senioren, Frauen und Jugend. Der „Große Preis“ ist mit 5000 Euro dotiert (Stand 2021, gestiftet von der Unterfränkischen Kulturstiftung des Bezirks Unterfranken) und wird jedes Jahr im November als Festakt im Schelfenhaus von Volkach verliehen. Er ist eine Auszeichnung „für ein literarisches oder grafisches Gesamtwerk oder für herausragende wissenschaftliche, publizistische oder literaturpädagogische Arbeiten im Bereich der Kinder- und Jugendliteratur“. Zusätzlich verleiht die Deutsche Akademie für Kinder- und Jugendliteratur e. V. den „Volkacher Taler“ und zeichnet monatlich ein Buch des Monats aus. Seit 2009 wird neben dem „Großen Preis“ auch ein mit 2500 Euro (Stand 2021) dotierter „Nachwuchspreis für deutschsprachige Kinder- und Jugendliteratur“, seit 2017 umbenannt in „Korbinian – Paul-Maar-Preis“, vergeben.

## Preisträger
- 1976: Walter Scherf
- 1977: Barbara Mandler-Bondy, Sybil Gräfin Schönfeldt
- 1978: Willi Fährmann, Hans-Georg Noack
- 1979: Anna Krüger, Max Lüthi
- 1980: Michael Ende
- 1981: Richard Bamberger, Cesar Bresgen
- 1982: Barbara Bartos-Höppner
- 1983: Kurt Lütgen
- 1984: Herbert Holzing
- 1985: Ludwig Denecke, Heinz Rölleke
- 1986: Internationale Jugendbibliothek München
- 1987: Paul Maar
- 1988: Otfried Preußler
- 1989: Heinz Wegehaupt
- 1990: Sigrid Heuck
- 1991: Helme Heine
- 1992: Josef Guggenmos
- 1993: Hans-Peter Thiel
- 1994: Arnulf Zitelmann
- 1995: Käthe Recheis
- 1996: James Krüss
- 1997: Margret und Rolf Rettich
- 1998: Walter Kahn mit seiner Märchen-Stiftung
- 1999: Klaus Kordon
- 2000: Max Kruse
- 2001: Mirjam Pressler
- 2002: Rudolf Herfurtner
- 2003: Renate Welsh
- 2004: Binette Schroeder
- 2005: Max Bolliger
- 2006: Chen Jun
- 2007: Nikolaus Heidelbach
- 2008: Kirsten Boie
- 2009: Gudrun Pausewang
- 2010: Klaus Ensikat
- 2011: Peter Härtling
- 2012: Lisbeth Zwerger
- 2013: Klaus Marschall mit der Augsburger Puppenkiste
- 2014: Jutta Richter
- 2015: Rafik Schami
- 2016: Rotraut Susanne Berner
- 2017: Alois Prinz
- 2018: Uwe-Michael Gutzschhahn
- 2019: Tamara Bach
- 2020: Heinz Janisch[2]
- 2021: Franz Hohler
- 2022: Willi Weitzel
- 2023: Mehrdad Zaeri
- 2024: Michael Wolffsohn